# Quiindy
Quiindy es un distrito paraguayo del Departamento de Paraguarí. Se encuentra a 109 kilómetros de Asunción. Se llega a esta ciudad por la Ruta PY01. La ciudad se encuentra bordeada por arroyos, los más importantes son el Tobatinguá y el Jacarey. Muy cerca se encuentra el conocido lago Ypoá, una reserva natural de inmensa riqueza en fauna y flora y una de las más importantes del país.

## Toponimia
Hay dos hipótesis con respecto al porqué del nombre Quiindy:
- La primera hipótesis: habla que Quiindy deriva del guaraní Ky'ỹindy: Ky'ỹi (pimiento) + ndy (nasalización de ty, que significa poblado). Por consecuente, quiere decir plantación, poblado o lugar donde abunda pimientos rojos.

- La segunda hipótesis: habla de que el nombre proviene de las luciérnagas que pueblan las noches de Quiindy.

## Historia

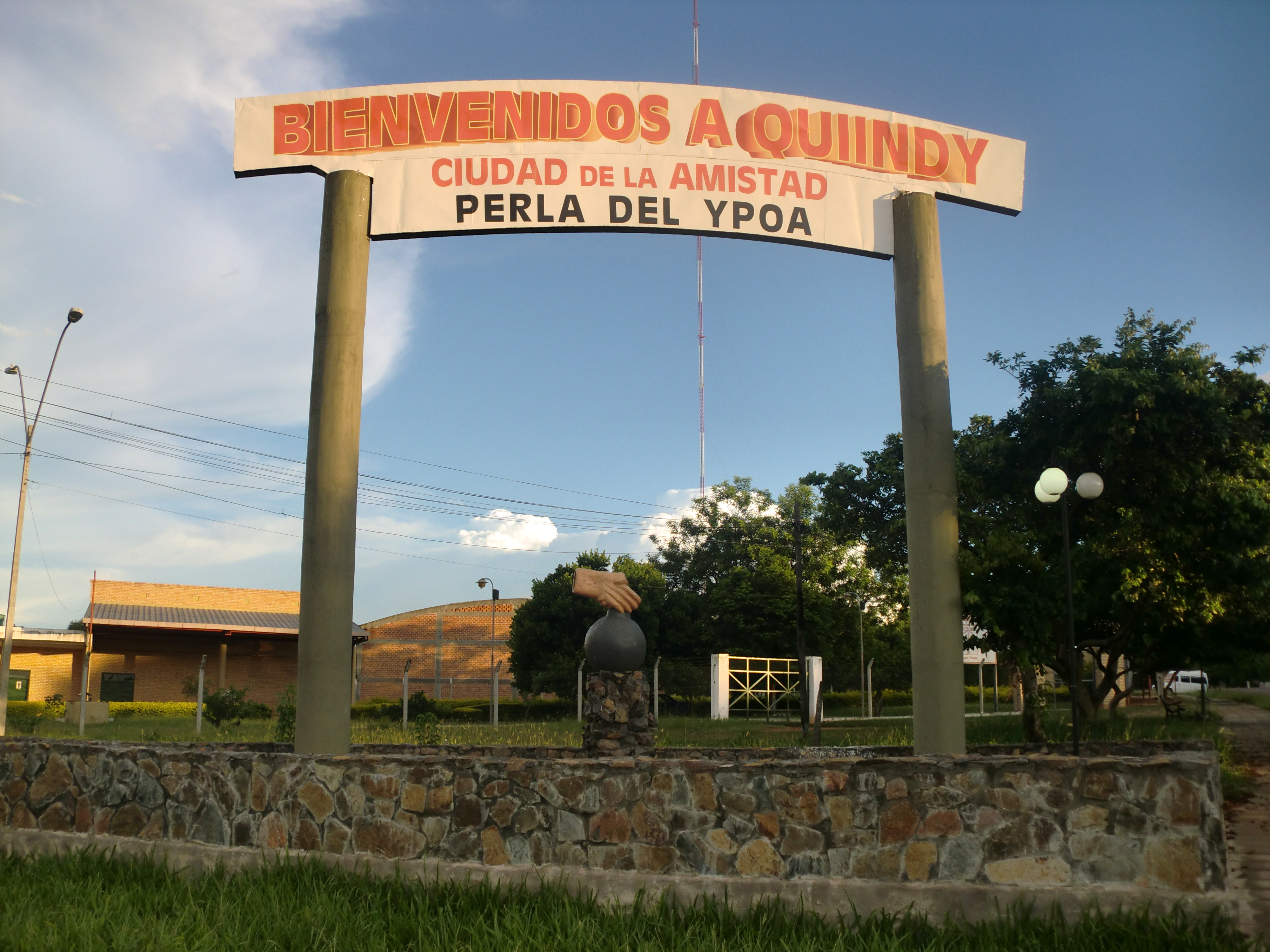
Cartel de bienvenida.

La acción mancomunada de vecinos que ante la densidad de población suficiente y problemas de traslado a la Iglesia más cercana optan por exigir su propia capilla y solicitan autorización eclesiástica. En este grupo podemos incluir las capillas realizadas por clérigos y entregadas al servicio de los parroquianos como Quiindy y Valenzuela.
La Capilla de Quiindy fue formada hacia 1733 desarrollándose paralelamente a su vecino Carapeguá. En 1770 el Padre José Mateo Román y Cabezales erigió una capilla pequeña. En 1783, sin embargo la capilla debió mudarse ya que el Padre Bartolomé Contreras decidió  que la Vice-Parroquia de Quiindy se trasladase, porque deseaba que se construya una Iglesia cubierta de tejas, más decente y acomodada con la extensión correspondiente, ya que la anterior era de techo de paja, además se necesitaba de un lugar más cómodo. Se solicitó que se apruebe el donativo del vecino Francisco Valdez de las tierras adecuadas para tal fin. Francisco Valdez a la vez se ofreció a dirigir la obra debido a que no existía un Mayordomo Fabricante (albañil), y al aceptar la donación, mensuran las tierras los mediadores Capitán Juan José de Cáceres y Esteban de Torres.
El obispo Velazco en 1786 describe la Capilla de San Lorenzo aún como cubierta de paja, con un púlpito defina terminación, la misma se conservaba en el Museo de la Casa de la Independencia en Asunción, hasta que en el año 2005 fue devuelto al Templo de Quiindy. Una descripción de 1797 evidencia la reconstrucción de la capilla que ya tenía 7 lances y un cupial, cuatro de los lances estaban cubiertos por tejas y el resto de paja.
Quiindy era el centro de una amplia área rural que comprendía a fines del siglo XVIII cerca de 2.000 habitantes, por ese motivo existieron varios oratorios cercanos a la capilla de San Lorenzo, entre ellos,  el del Niño de Dios y el de Luján. El primero fue construido por Doña María Peralta de Figueredo, que fue cautiva de los indígenas en 1743 y que lo erigió en 1746 en acción de gracias por haber logrado fugarse. Por su parte el de Luján demostraba la influencia del Santuario Homónimo cercano a Buenos Aires.
La municipalidad de Quiindy, inició como Institución Municipal desde el año 1928. De aquel año, solo se pudo rescatar breves informaciones de partes de algunos investigadores y estudiantes de la ciudad de Quiindy. Para la construcción y funcionalidad de esta casa del pueblo muchas personas colaboraron, donando joyas y otros objetos de valor.

## Geografía

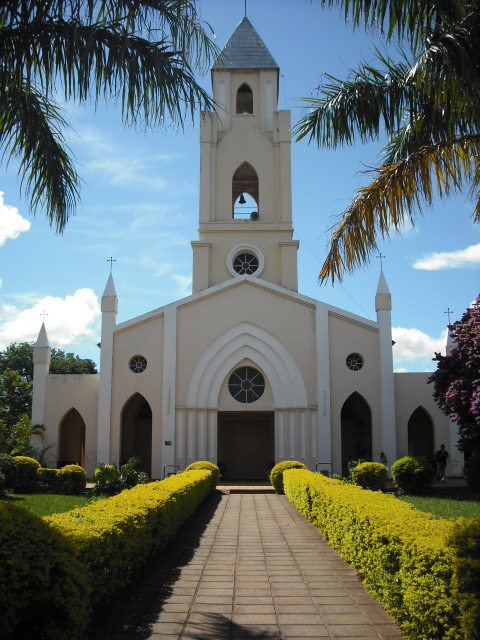
La Iglesia de San Lorenzo.

El distrito cuenta con una superficie de 885 kilómetros cuadrados. Limita al norte con San Roque, al sur con Caapucú, al este con Ybycuí, y al oeste con el parque nacional Lago Ypoá y los departamentos Central y Ñeembucú.
El arroyo Tobatingua actualmente se encuentra totalmente contaminado a causa del desagüe que viene de la ciudad de Quiindy, pasa por el barrio Cañada y llega hasta el arroyo, así también cerca de los márgenes existen fábricas de cañas que tiran sus sustancias residuales(guarapos) en el Arroyo, esta situación nunca pudo impedirse ni resolverse ya que los propietarios de aquellas fábricas siempre estuvieron vinculados al poder político, tanto en tiempos de la dictadura como en épocas de democracia, quedando absolutamente impune este atentado ambiental contra el sistema ecológico.
También es muy conocida su contaminación a través del vertedero municipal.

## Economía

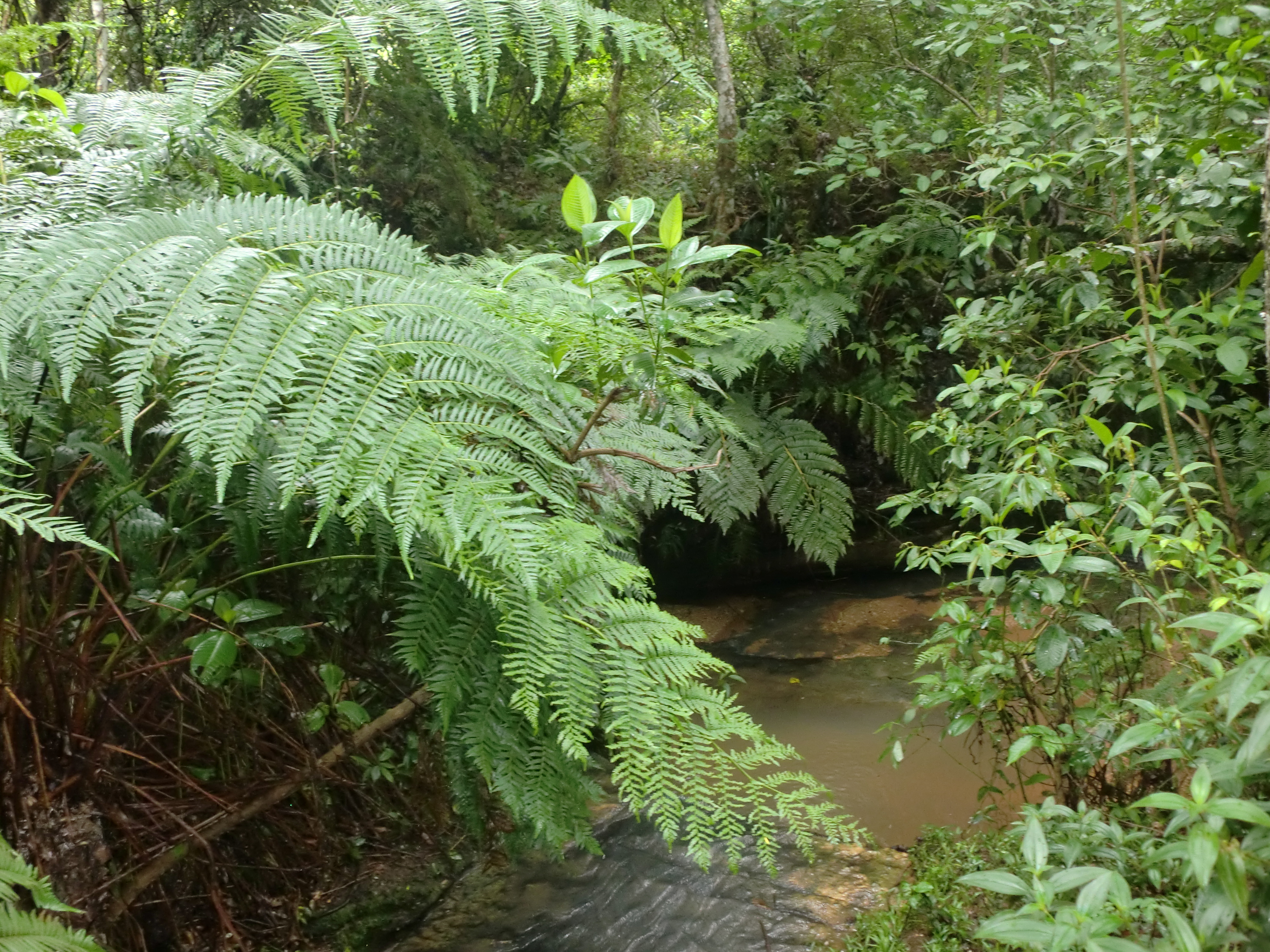
El arroyo Tobatinguá, uno de los más emblemáticos del casco urbano.

En el distrito de Quiindy, su población se dedica a la ganadería y a la producción agrícola con fines comerciales o de subsistencia; resaltando el cultivo de la caña dulce, además posee cultivo de algodón, mandioca, también se dedican a la cría de ganado vacuno, ovino, porcino y equino.
Quiindy es famosa por la fabricación de pelotas; los habitantes se dedican a la fabricación de pelotas de cuero, talabartería y producción de la caña ubicada en la compañía Costa  Irala . 
Es importante destacar que existen lugares comerciales abundantes, verdulerias y fruterias provenientes de zonas alrededores. También es importante destacar que existe locales comerciales que se dedican a la tecnología, como servicios informáticos reparación de notebook y pc.

## Infraestructura

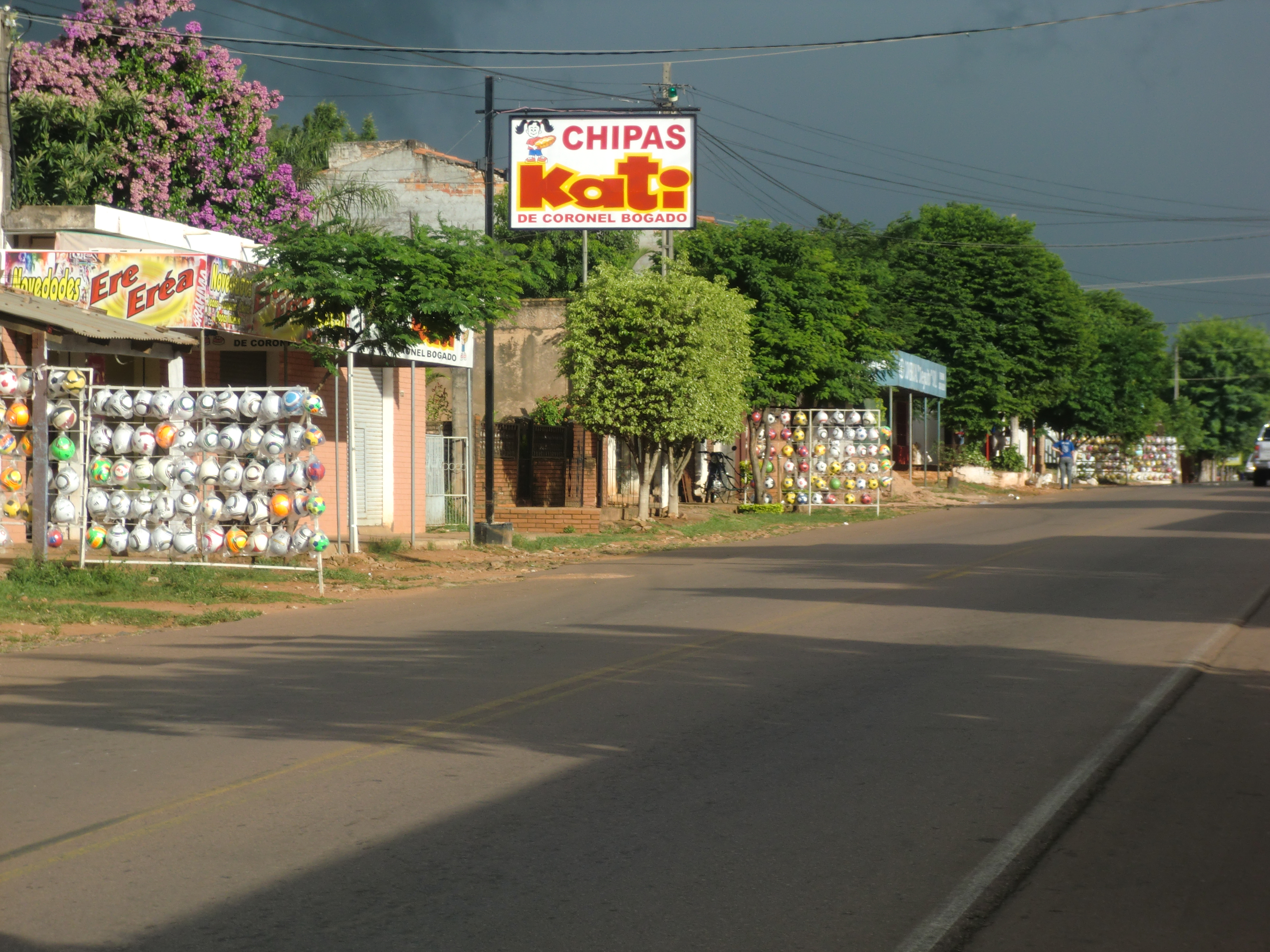
La Ruta PY01 conecta a Quiindy con Asunción.

La Ruta PY01 es la principal vía asfaltada que cruza todo el Departamento de Paraguarí, también dentro del distrito, y es la ruta que lo conecta con la capital del país, Asunción, y con otras localidades del departamento. Las demás caminos, son terraplenados y enripiados, unen los distritos entre sí y con la capital del departamento.
El municipio posee una gran cantidad de despensas que se distribuyen por todo el distrito, los dueños de las despensas que se encuentran en las zonas rurales vienen al casco urbano para poder comprar los productos para poder surtir sus comercios. Además posee varias estaciones de servicios, cada una pertenece a una firma diferente las cuales son: Barcos y Rodados, Petrobras, Petropar, Copetrol y PetroChaco. Mientras que entre los entes financieros se encuentran la Cooper SanJuba y Banco Interfisa.
El distrito también posee una casa cultural que pertenece a la escuela de música "Sonidos de mi Tierra", donde se enseña a los niños a ejecutar instrumentos musicales. Varias universidades poseen sus sedes aquí como la Universidad Nacional de Asunción, la UPAP, Universidad Americana y la Universidad Internacional Tres Fronteras.

## Demografía

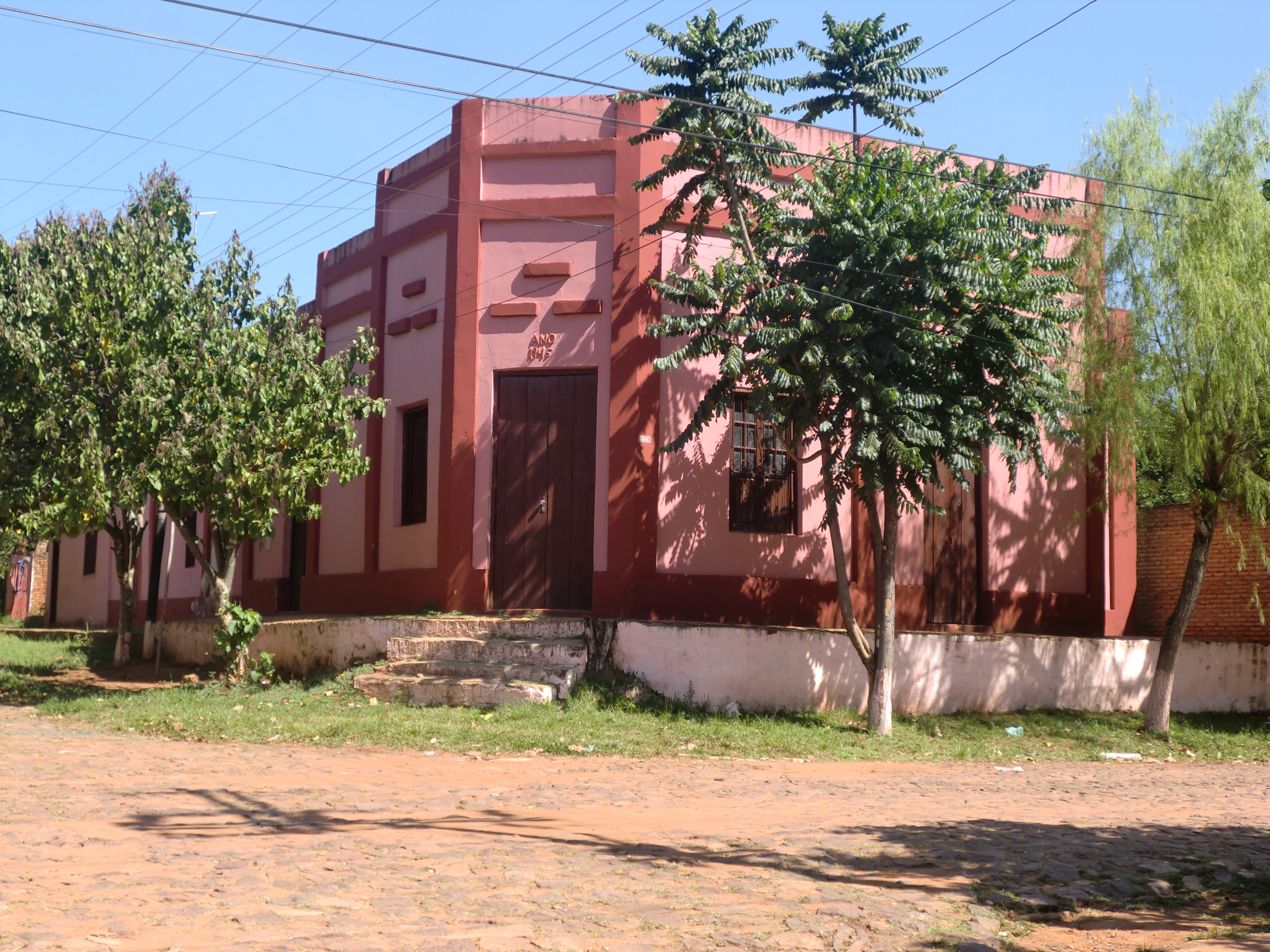
Una de las casas más antiguas de la ciudad, data del año 1936.

Quiindy cuenta con una población total de 14 488 habitantes, según datos oficiales del censo paraguayo de 2022.
El municipio está conformado por el casco urbano, y 12 compañías que equivalen a un pueblo pequeño, las cuales son: Loma Pytä, Costa Gaona I, Costa Gaona II, Costa Irala, Valle Apuá, Comandante Peralta, Achotei, Huguá Po'i, Mendieta Cué, Tobantinguá I, Tobantinguá II y Costa Hu'ü.

## Lugares Turísticos

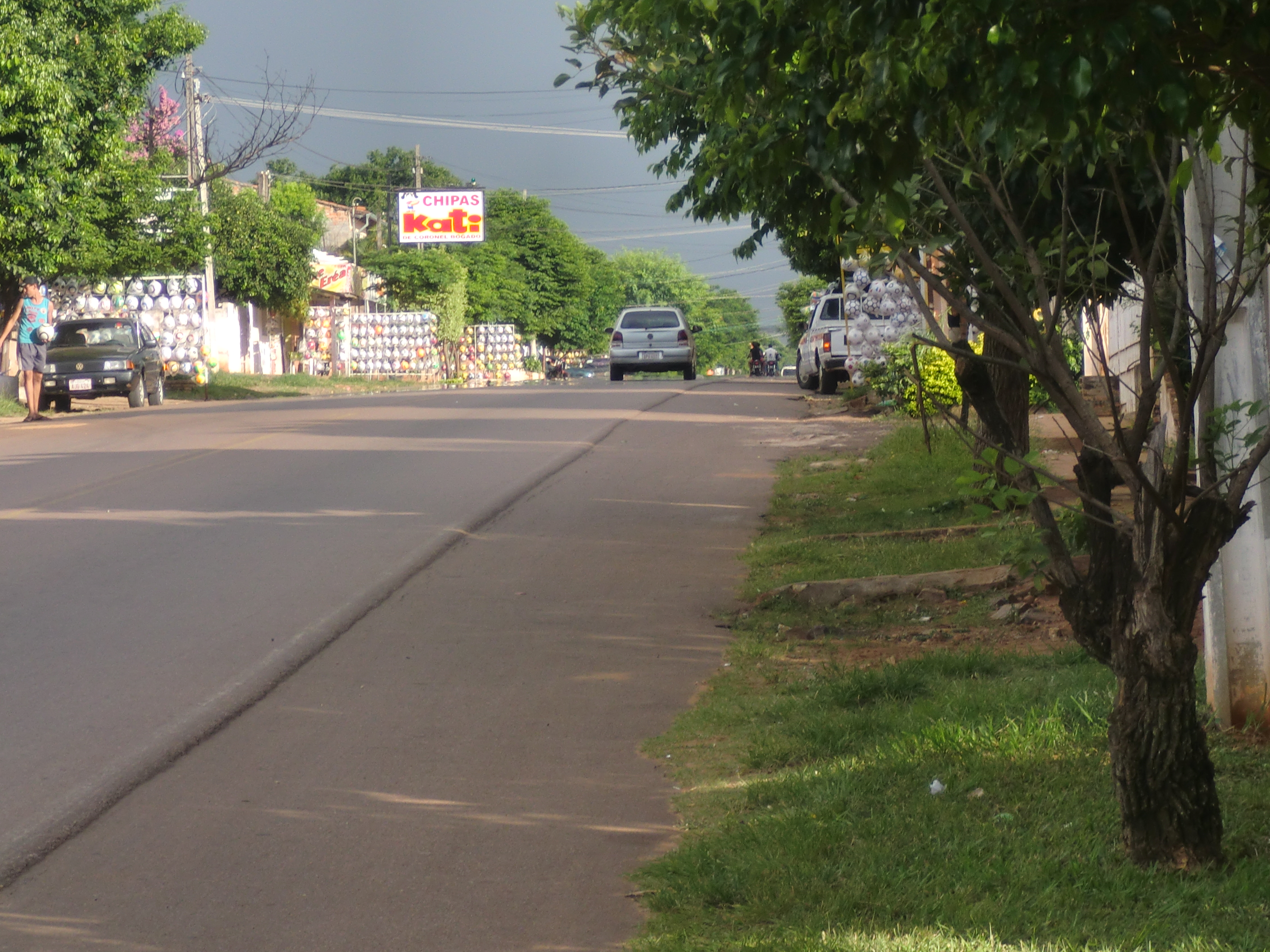
Quiindy es considerada la tercera ciudad en cuanto a desarrollo dentro del departamento.

Como turismo de aventura y ecológico se pueden citar al: parque nacional Lago Ypoá, lugares aptos para la realización safaris, paseos y cuenta con hermosas playas. El lago Paranamí también con sus cristalinas aguas, y sus playas aptas para un descanso placentero. Muy cerca del casco urbano hay varios balnearios ente ellos se encuentran: el Bosque y el Soñador.
La antigua iglesia construida en la época de las Reducciones Franciscanas, en el siglo XVI en la ciudad de Quiindy, luce siempre exquisita por la magnificencia de su construcción. Además del Cerro Quiindy, que se encuentra a siete kilómetros aproximadamente, en línea recta al este, del casco urbano. Su pico es de 331 metros sobre el nivel del mar.

## Parque Nacional Lago Ypoá

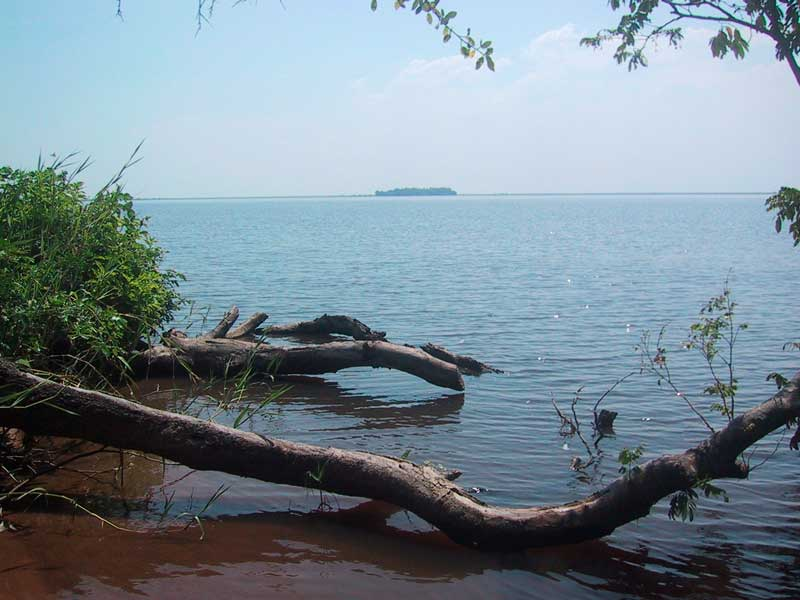
El lago Ypoá con su esplendorosa belleza.

Fue creado por Decreto del Poder Ejecutivo N° 13.681 de fecha: 29 de mayo de 1992, se encuentra ubicado dentro de los Departamentos de Paraguarí, Central, Ñeembucú, y abarca parte de los Distritos de Caapucú, Villa Oliva, San Roque González de Santa Cruz, Quiindy.
Cuenta con una superficie de 100.000 ha. Se encuentra a una distancia de la ciudad de Asunción, de 150 km. Uno de los objetivos es la Conservación y protección de los humedales del Ñeembucú y de la Biodiversidad de ecosistemas y especies características del mismo. Así mismo, protege, paisajes naturales de excepcional belleza. La ocupación del área es muy antigua, muestra de ello es la costa Oriental con extensos cordones formados por cúmulos de valvas de moluscos, con predominio de Ampullaria y Diplodón, y restos de fogones hechos por habitantes primitivos.
A estos cúmulos se los conoce como Sambaquies. También se pueden encontrar restos óseos de la fauna del pasado.
Dentro de la Flora resalta, la vegetación que se encuentra en el área está relacionada en forma directa con la ecorregión de Ñeembucú, donde se encuentran especies tales como el espinillo, el palo negro, el ingá, el lapacho, el yvyra ovi, y otros. En el estrato arbóreo más bajo encontramos al pacurí y al yuasy-iy.
La vegetación ribereña y acuática (lacustre) está formada por camalotes, caña brava, pirí,y otros. Su fauna representativa es muy variada, entre otras se pueden citar especies como el tucán, ñandú, suruku á, inambú, mbiguá, chaha, taguató, caburé, carpincho, tapiti, karajá, guazutí, guazú pucú ( Ciervo de los Pantanos), agurá, yacaré, teja, mboi chumbé( Coral), mboi chiní( Cascabel), entre otros.